# Louis-Isidore Duperrey

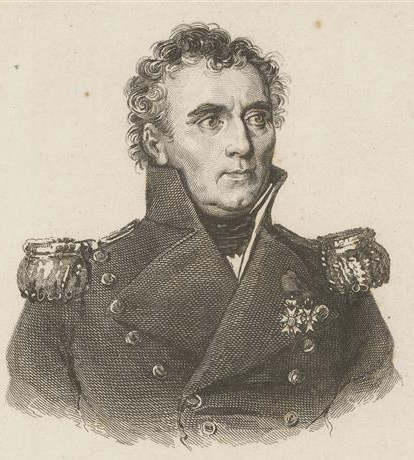
Kapitan Louis-Isidore Duperrey

Louis-Isidore Duperrey (ur. 22 października 1786 w Paryżu, zm. w 1865 tamże) – oficer francuskiej marynarki wojennej, podróżnik i badacz obszaru Pacyfiku, południowego Atlantyku i Ameryki Południowej.

## Początki kariery
W wieku siedemnastu lat wstąpił do Akademii Marynarki w Tulonie. W 1809 r. wziął udział w szkoleniowym rejsie wzdłuż wybrzeży Włoch, kreśląc mapy akwenu pomiędzy Toskanią a Korsyką. Awansowany na stopień porucznika w roku 1817 odbył, pod dowództwem Louisa de Saulces de Freycineta rejs dookoła świata na pokładzie okrętu l'Uranie, a gdy wskutek nieszczęśliwego wypadku okręt wszedł na skały na Falklandach, w lutym 1820 r. wrócił do Francji.
W roku 1821 żeglował po wschodnich akwenach Morza Śródziemnego, gdzie towarzyszył mu Jules Dumont d’Urville, a po powrocie przedstawił władzom w Paryżu plan wyprawy dookoła świata i ukończenia prac badawczych przerwanych podczas wyprawy Freycineta.

## Dookoła świata
Plan zyskał aprobatę samego Ludwika XVIII. Duperrey, awansowany do stopnia kapitana wyruszył 11 sierpnia 1822 r. z Tulonu na pokładzie fregaty la Coquille (Dumont d’Urville został zastępcą) Po krótkim postoju na Wyspach Kanaryjskich skierował okręt na zachód docierając do wyspy Santa Catarina u wybrzeży Brazylii, gdzie właśnie wybuchło powstanie przeciwko portugalskim władzom.
Stamtąd la Coquille pożeglowała na Falklandy, gdzie obejrzano wrak l'Uranie, a towarzyszący wyprawie naukowcy przeprowadzili obserwację ptaków na wyspie Falkland Południowy. Następnie Duperrey poprowadził okręt wzdłuż wybrzeży Ameryki Południowej od Patagonii do Ziemi Ognistej. Po opłynięciu przylądka Horn skierowano się na północ, wzdłuż wybrzeży wstrząsanego zamieszkami Chile, gdzie – mimo to – zorganizowana została wyprawa w głąb lądu dla zbadania życia Indian Araukanów. La Coquille pożeglowała dalej na północ odwiedzając peruwiańskie porty Callao i Paita, gdzie Duperrey dokonał pomiarów magnetyzmu ziemskiego w pobliżu równika.
Teraz ruszono przez Pacyfik zatrzymując się w archipelagu Tuamotu, gdzie sporządzono mapy kilku wysp. Duperrey i jego załoga byli pierwszymi Francuzami, którzy odwiedzili Tahiti od czasów wyprawy Bougainville’a w latach 60. XVIII wieku. Raport Duperreya stwierdzał m.in., że po czterdziestu latach wpływów misjonarzy brytyjskich Tahitańczycy stali się znacznie bardziej konserwatywni niż dawniej. Jego oficerowie skartowali też Bora-Bora, wprowadzając wiele poprawek do wcześniej sporządzonych map.
Na zachodnich obszarach Pacyfiku Duperrey spenetrował okolicy Nowej Gwinei i Moluków. Po odwiedzeniu angielskiej kolonii w Sydney la Coquille popłynęła na północ, gdzie w archipelagu Marianów odkryto i nazwano wyspę Ualan (obecnie Kosrae). W drodze do Francji zatrzymano się jeszcze na Jawie, Mauritiusie i na Przylądku Dobrej Nadziei. 24 marca 1825 roku la Coquille zawinęła do Marsylii. Raport Duperreya, jak i sprawozdania naukowców, zaczęły ukazywać się w roku następnym.

## Kariera na lądzie
Po powrocie z wyprawy Duperrey postanowił poświęcić się badaniom naukowym z zakresu fizyki i geografii. Otrzymał krzyż oficerski Legii Honorowej i został przewodniczącym Francuskiej Akademii Nauk.
Jednym z najważniejszych odkryć dokonanych podczas wyprawy z lat 1822–1825 było odkrycie samego Duperreya. Obserwując różnicę okresu wahań wahadła na różnych szerokościach geograficznych doszedł do wniosku, że w okolicach biegunów Ziemia jest nieznacznie spłaszczona. Ostatnia z opublikowanych przezeń prac to mapa prądów oceanicznych na świecie. Jako pierwszy wskazał na wpływ wód wypływowych La Platy na rozdwojenie Prądu Atlantyckiego oraz określił okolice powstawania Prądu Humboldta ochładzającego wybrzeże Ameryki Południowej.